# Las Krążel
Las Krążel lub Las Krężel – jeden z kompleksów leśnych znajdujący się na terenie gminy Kazimierz Biskupi, miejsce egzekucji przez oddział Sonderkommando i pochówku ludności żydowskiej z gmin Golina, Kleczew, Skulsk oraz getta w Zagórowie w latach 1940-1944.

## Powstanie Styczniowe
W marcu 1863 roku w Lesie Krążel, należącym wówczas do rodziny Mielżyńskich z Kazimierza Biskupiego, obozował oddział Kazimierza Mielęckiego. W latach 2013–2015 kilkanaście osób z Wielkopolskiego Forum Eksploracyjno-Historycznego przeszukało część lasu za pomocą wykrywaczy metali. Odnaleziono dziesiątki pocisków, kul i bryłek ołowiu z czasów powstania styczniowego. 

## II wojna światowa
Masowe mordy i pochówki ludności pochodzenia żydowskiego rozpoczęto 27 października 1940 roku w lesie w okolicach osady Wygoda, gdzie pod pretekstem leczenia sanatoryjnego zamordowano starszych i schorowanych Żydów z Kalisza. Rok później rozpoczęto eksterminację ludności zgromadzonych w gettach powiatu konińskiego. W lesie testowano najbardziej wydajne metody zabijania, a wśród nich wpędzanie ludzi do dołu wypełnionego palonym wapnem, a następnie polewania go wodą. Wskutek lasowania się wapna ofiary ginęły w okrutnych męczarniach. Do lasu przywożono także zagazowanych już gazami spalinowymi Żydów z getta w Zagórowie. Prawdopodobnie mordowano także rażąc prądem, jednak brak źródeł potwierdzających te zeznania.
Według Mieczysława Sękiewicza, jednego ze świadków mordów w Lesie Krążel, przynajmniej jednemu dziecku Niemcy roztrzaskali głowę o brzeg auta. 
Według różnych źródeł do roku 1944 w Lesie Krążel zginęło od 3000 do 8000 osób. Za wszystkie zbrodnie odpowiedzialny jest dowódca Sonderkommando – Herbert Lange, który podlegał zwierzchnictwu dowódcy SS z Warthegau, Wilhelmowi Koppe.
Po zakończeniu wojny w miejscu egzekucji wniesiono dwie macewy, które w 1980 roku zastąpiono większym pomnikiem ufundowanym przez społeczeństwo ówczesnego województwa konińskiego. W 2002 roku dzięki Radzie Ochrony Pamięci Walk i Męczeństwa w Warszawie powstał kolejny nagrobek w głębi lasu. Obecnie w miejscu kaźni znajduje się jeden pomnik i trzy nagrobki.

## Galeria

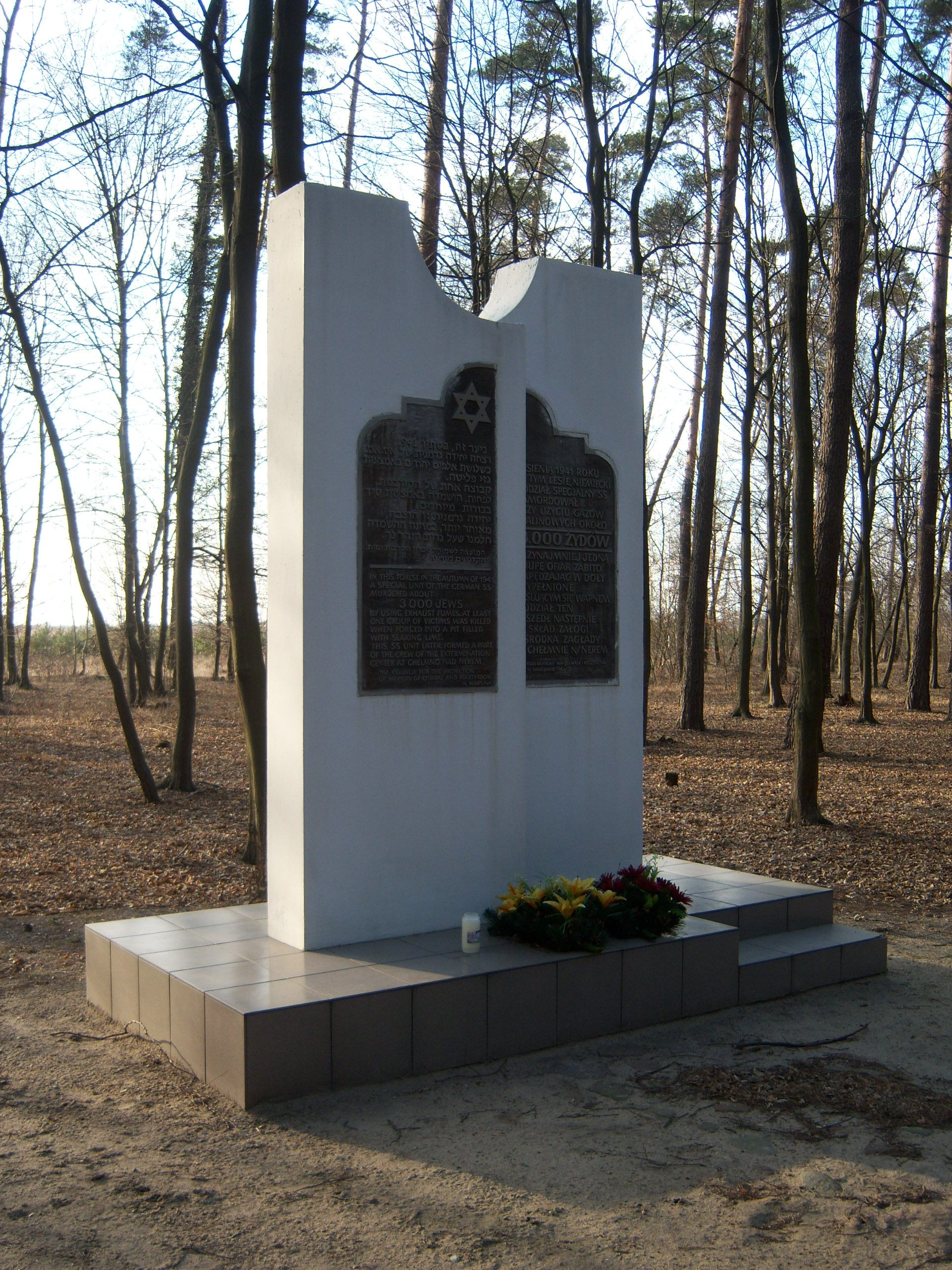
Mniejszy pomnik (w głębi lasu)
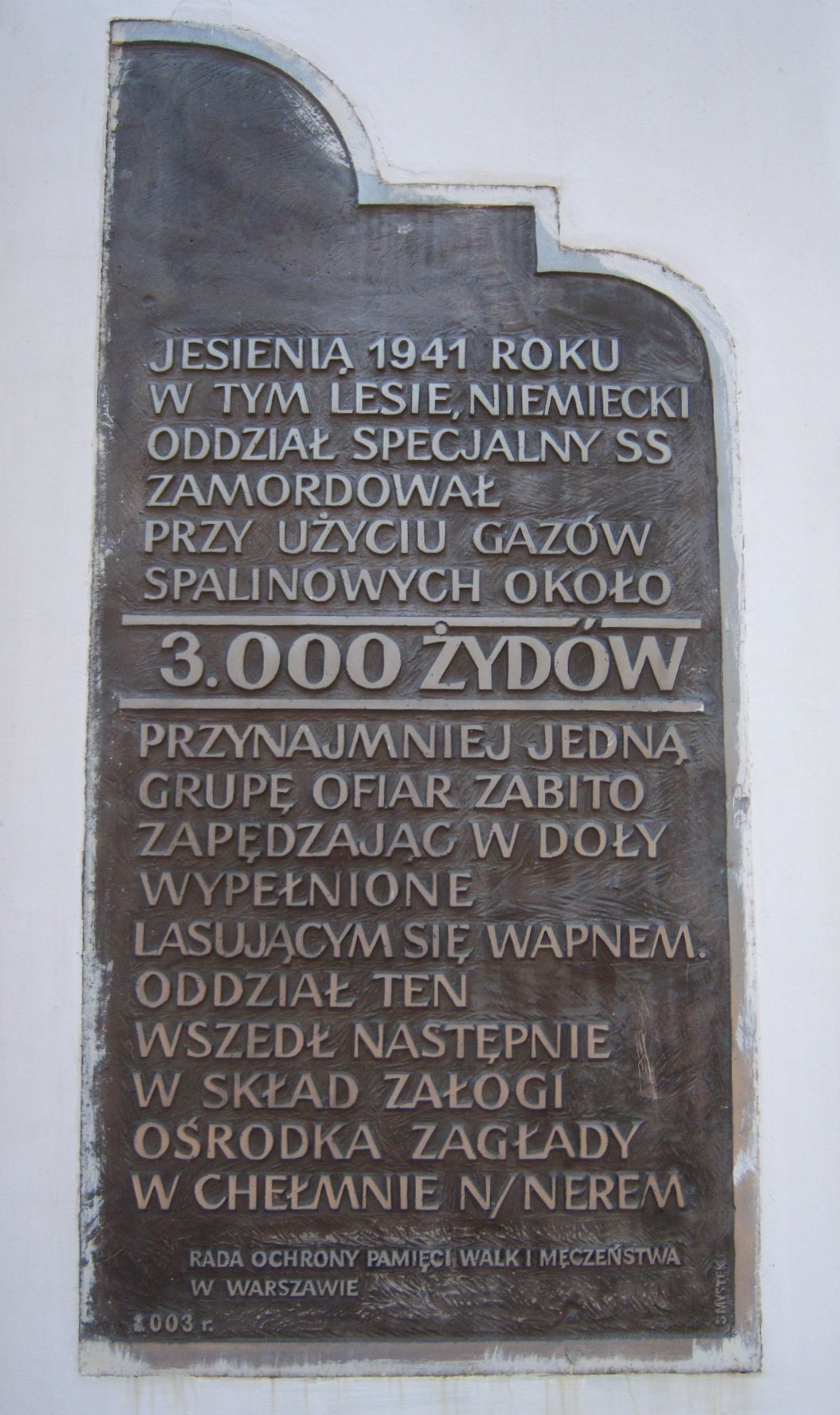
Tablica na mniejszym pomniku
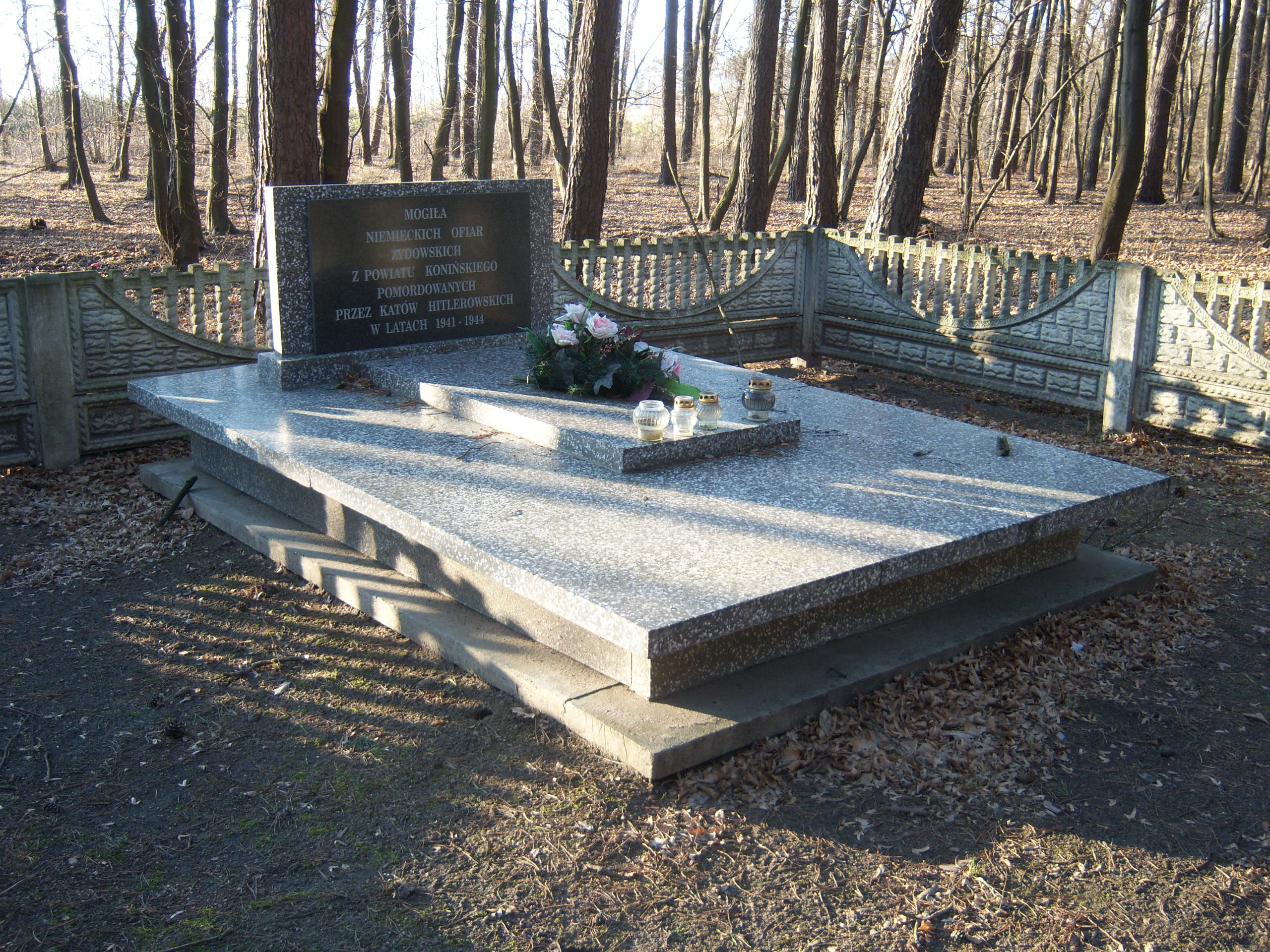
Nagrobek po prawej stronie mniejszego pomnika
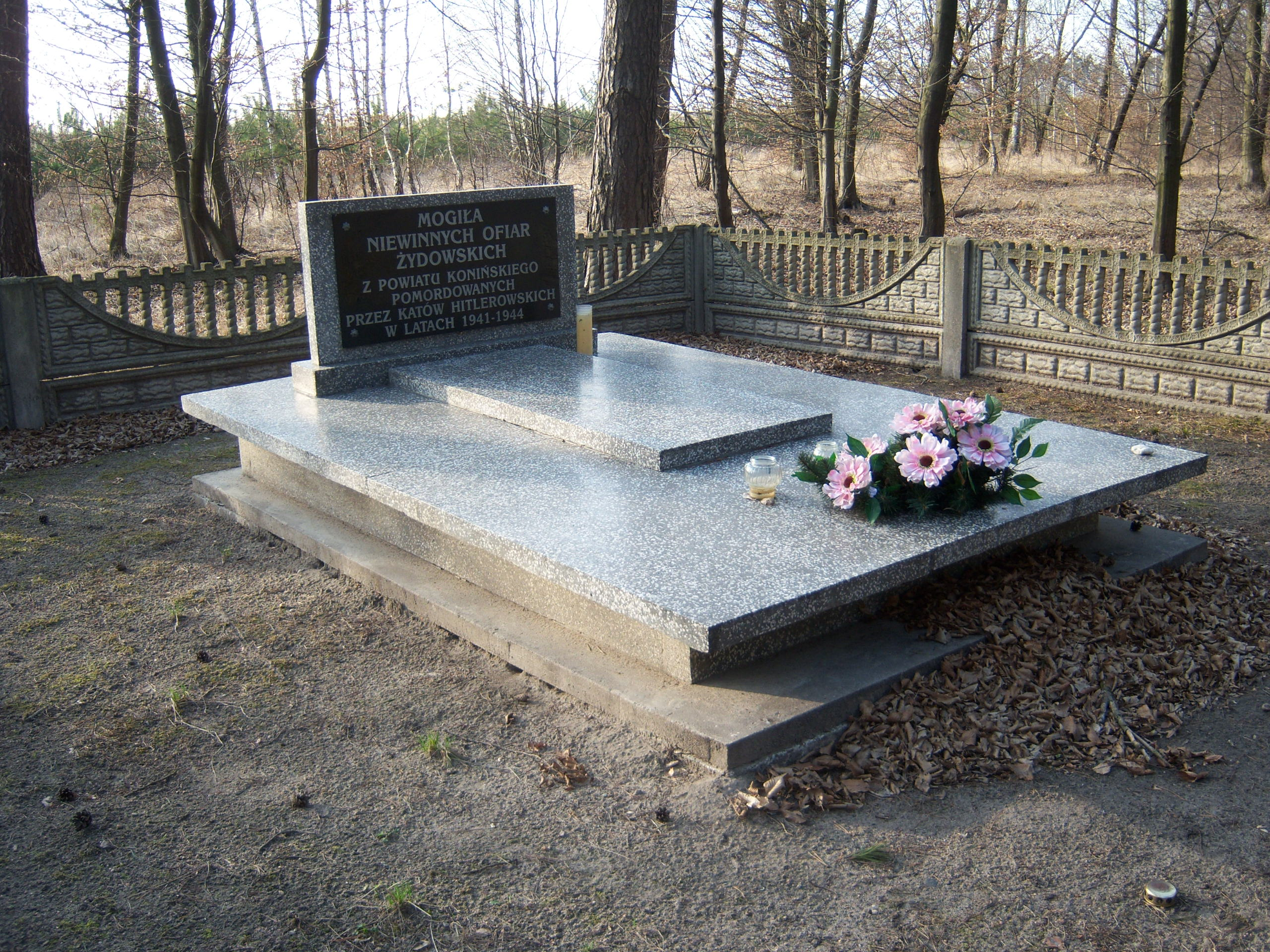
Nagrobek po lewej stronie mniejszego pomnika
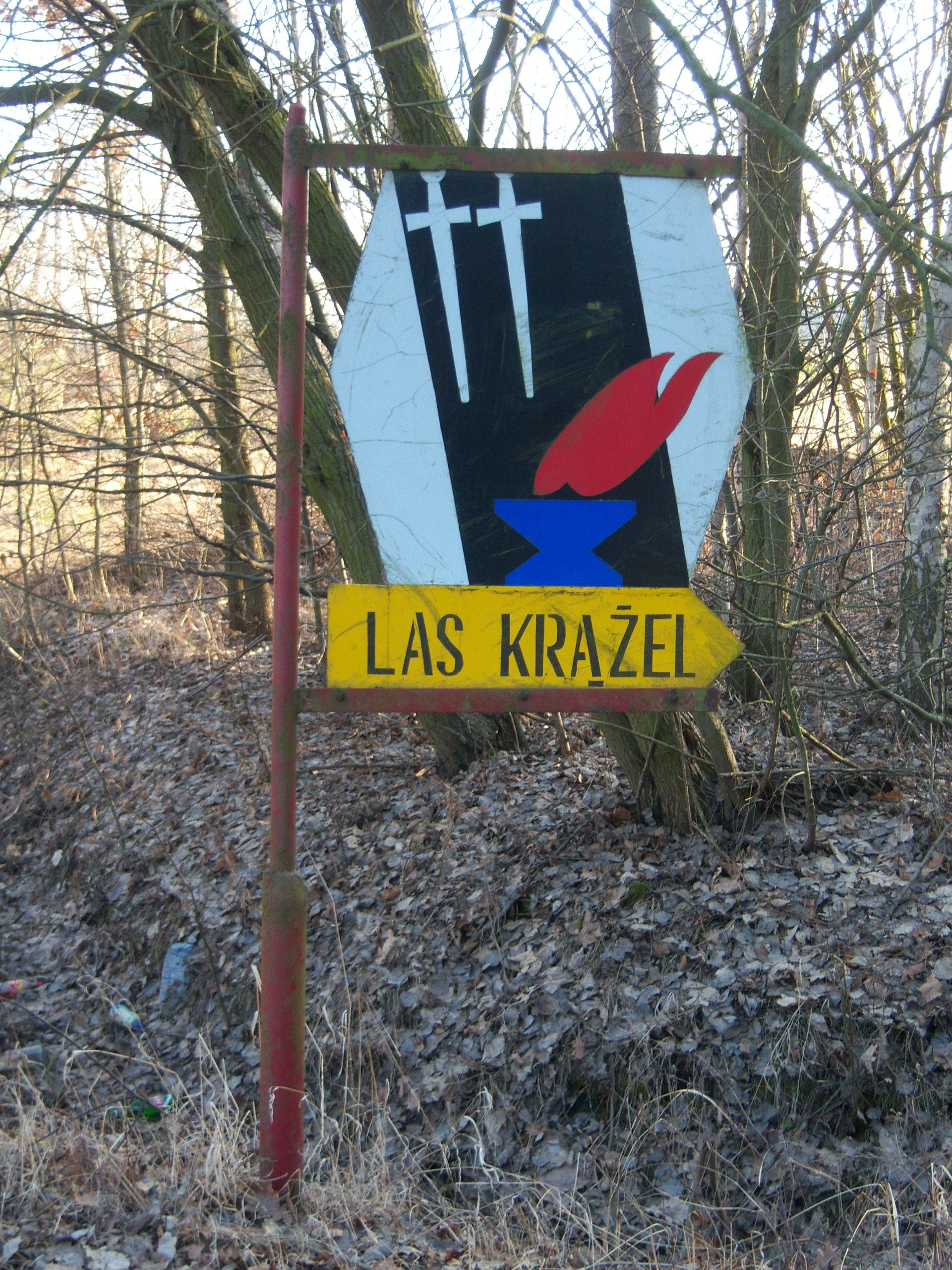
Znak przy drodze do Kleczewa